# Хирага, Юдзуру
Юдзуру Хирага (яп. 平賀譲 Хирага Юдзуру, 8 марта 1878, Токио — 13 февраля 1943, Токио) — японский кораблестроитель, известный разработанными им во второй половине 1910-х — начале 1920-х годов проектами боевых кораблей. Вице-адмирал (1.12.1926), с 1931 года — профессор Токийского университета, в последние годы жизни — его ректор.

## Биография
Хирага родился в Токио в 1878 году, детство провёл в Йокосуке. В 1898—1901 году он изучал кораблестроение на инженерном факультете Токийский университета, после его окончания в звании лейтенанта работал в арсенале флота в Йокосуке. С апреля 1903 по январь 1904 года проходил службу на броненосцах «Ясима» и «Микаса», был повышен до старшего лейтенанта. Во время русско-японской войны он работал в штабе арсенала флота в Курэ. В январе 1905 года Хирага был направлен в Великобританию, прибыв туда через США в апреле. В октябре ценой больших усилий поступил в престижный Военно-морской колледж в Гринвиче, где до выпуска в июне 1908 года изучал последние технологии в дизайне боевых кораблей. В следующие полгода он посетил верфи во Франции и Италии, вернувшись в Японию в начале 1909 года.
Затем он работал на Ёкосука Кёсё, а получив в мае 1916 года звание лейтенанта стал руководить секцией фундаментального проектирования (кихон кэйкаку) при 4-м отделе (кораблестроительном — дзёсэн) МТД. В нём, сначала Хирага нес ответственность за работу над линкором «Nagato». В апреле 1917 года Хирага получил капитанские погоны и руководил дальнейшими работами по созданию линкоров и линейных крейсеров, входящих в состав «флота 8-8».
Летом 1921 года военный кораблестроитель капитан 1 ранга Юдзуру Хирага, предложил новый вариант крейсера-разведчика в 7500 т (будущие крейсера типа «Фурутака»), который бы отвечал всем требованиям МГШ и превосходил американские крейсера типа «Омаха». Данный проект крейсера при одинаковом водоизмещении с заокеанскими аналогами имел существенное преимущества за счёт того, что Хирага использовал новые конструктивные принципы, позволявшие значительно экономить вес. Плиты бортовой и палубной брони использовались в качестве продольных несущих элементов корпуса, а непрерывная и изогнутая в продольном направлении верхняя палуба позволила сделать все несущие элементы набора длинными. Для проверки своих идей на практике, Хирага воплотил в жизнь проект экспериментального крейсера Юбари.
Став в июне 1922 года контр-адмиралом, Хирага возглавил работы по проектированию и строительству лёгкого крейсера «Юбари», а также тяжёлых крейсеров «Фурутака», «Аоба» и «Мёко».
Однако уже в 1924 году Хирагу отправили за границу, поскольку он вступил в острый конфликт с МГШ по поводу внесения последним в проекты кораблей дополнительных предложений, которые увеличивали нагрузку кораблей. Таким образом МГШ отделывался от неуступчивого адмирала. Его место руководителя секцией основного проектирования занял Фудзимото Кикуё. Хирага вернулся в Японию в 1926 году уже в чине вице-адмирала и стал начальником отдела кораблестроения при научно-технологическом институте флота (кайгун гидзицу кенкюсё). Теперь Хирага занимался проектированием новых типов кораблей.
В 1931 году Хирага отошёл от конструкторской деятельности и посвятил себя преподаванию кораблестроения в Токийском университете. В 1938—1943 годах занимал должность ректора Токийского университета. Умер Юдзуру Хирага в 1943 году.